# Keresztény zarándokhelyek listája
A főbb keresztény zarándokhelyek listája, régiók és országok szerint rendezve.

## Szentföld
A Szentföld számos ószövetségi és újszövetségi esemény helyszíne volt.
- Jeruzsálem: 

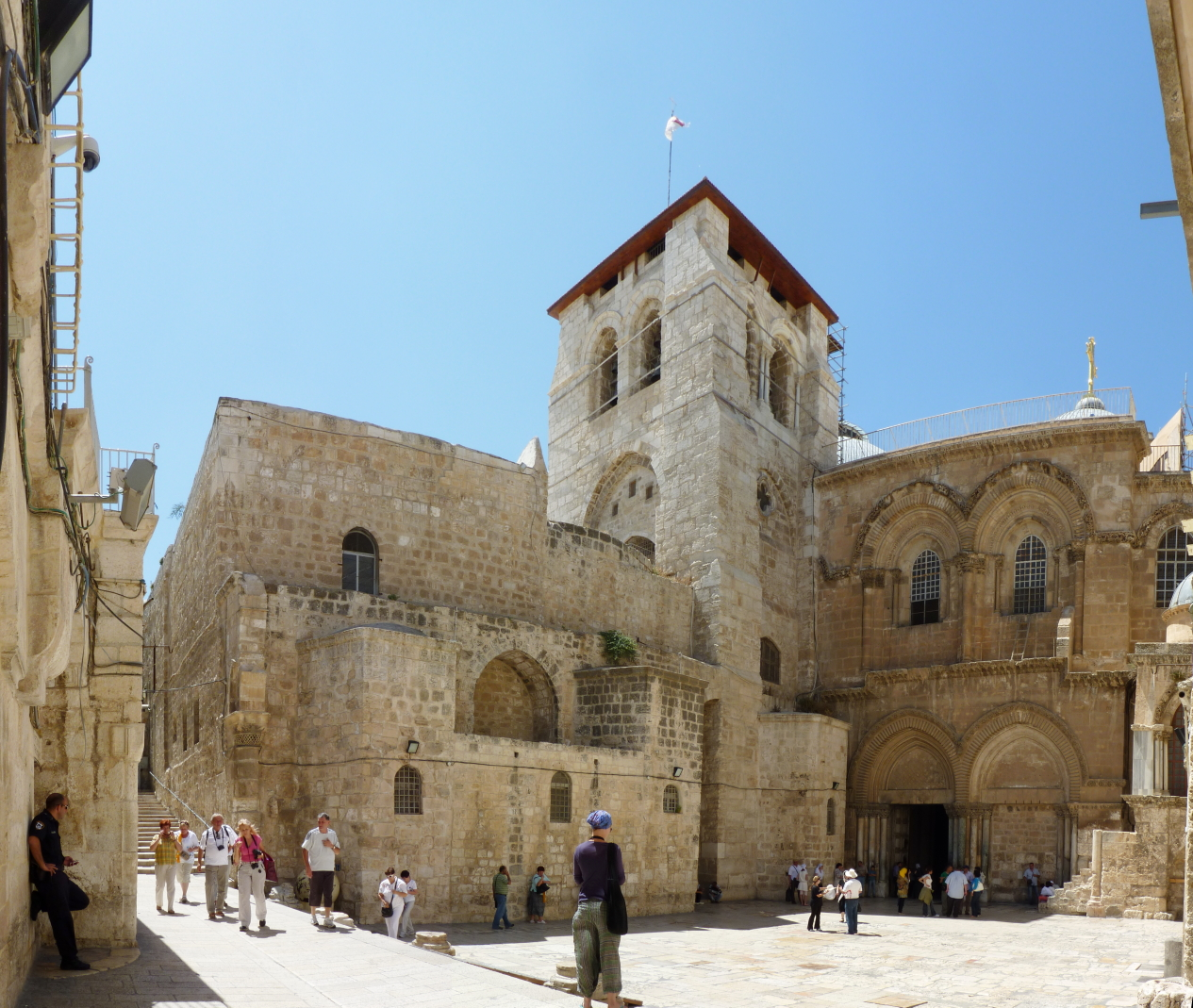
A Szent Sír-templom Jeruzsálem óvárosában

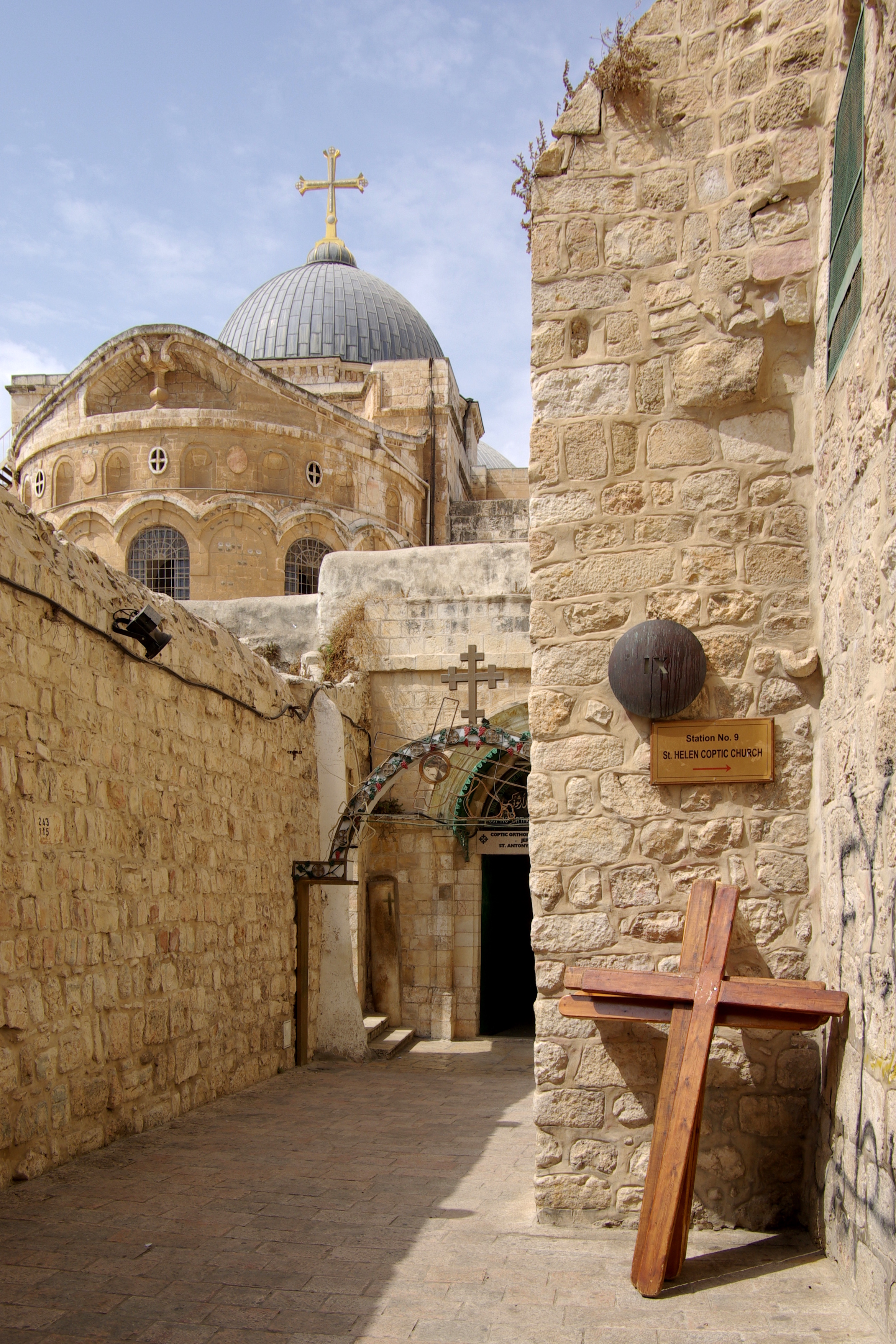
A Via Dolorosa 9. stációja Jeruzsálem óvárosában

  - Jézus keresztútjának helyszínei (Via Dolorosa), az utolsó vacsora terme (Cenákulum), Jézus keresztrefeszítésének és feltámadásának emlékhelye (a Szent Sír-templom)
- Abu Ghosh
- Bejt Dzsimal-kolostor - Szent István, az első keresztény mártír és Szent Miklós sírja
- Caesarea Maritima
- Caesarea Philippi
- Kána Galileában
- Deir Rafat kolostor - katolikus kegyhely az Elah-völgyben.
- Ein Karem, Keresztelő Szt János szülőhelye
- a bibliai Emmausz-ként azonosított különféle helyek, ahol Jézus feltámadása után két tanítványnak megmutatta magát 
  - Emmaus Nikopolisz - a leggyakrabban Emmaus-ként azonosított hely, bizánci és keresztes templomok romjaival, és egy katolikus közösségnek otthona.
- Hebron, a pátriárkák barlangja, ahol a pátriárkák és feleségeik, Ábrahám és Sára, Izsák és Rebeka, Jákob és Lea el lettek temetve.[1]
- Jaffa (Joppa), Simon házának helye, ahol Szent Péter feltámasztotta Tabithát
- Jézus ösvénye.
- Lod (Lydda) - Szent György születési helye és sírja
- Kármel-hegy, ahol Illés Baál prófétáit hívta ki
- Tabor-hegy, Krisztus színeváltozásának helyszíne
- Naim (Más változatban: 'Nain'), Jézus egyik csodájának (egy halott ifjú feltámasztásának) helyszíne.
- Názáret, Jézus szülővárosa.
- A Galilea-tenger, Jézus szolgálatának helyszínei. 
  - Bethsada - Jézus sok apostolának szülõhelye - Fülöp, András, Péter (János 1:44; János 12:21), esetleg Jakabnak és Jánosnak is.
  - Kapernaum, a "Jézus városa" Szent Péter házával.
  - Magdala, Mária Magdolna szülőhelye
  - A boldogságok hegye - ahol a hagyomány szerint Jézus a hegyi beszédét mondta.
  - Tabgha - a kenyerek és halak szaporításának csodája.
- Sepphoris, Anna és Joachim, Szűz Mária szüleinek otthona

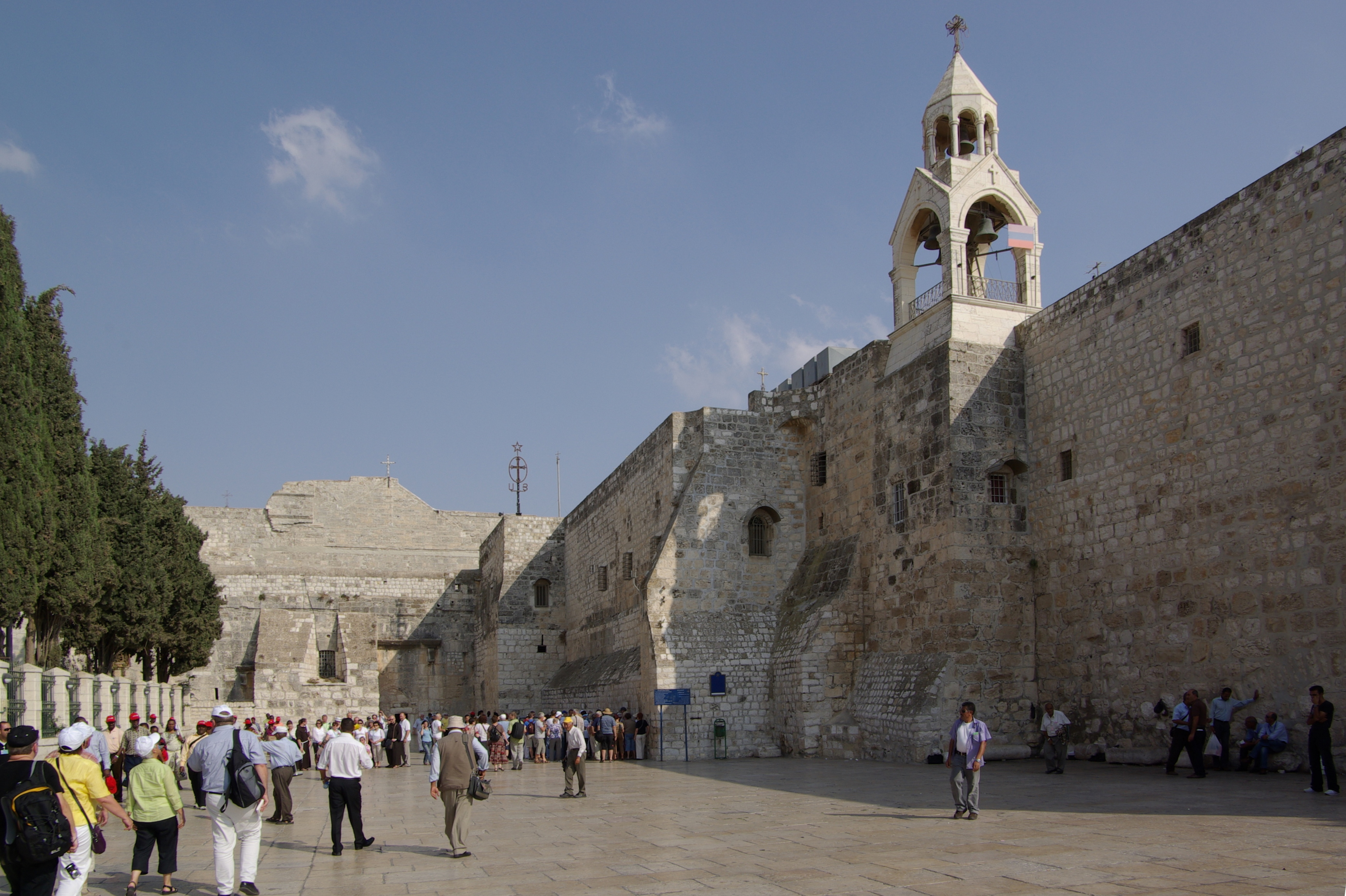
A Születés Temploma Bethlehemben

- Beit Sahour a pásztorok imádásának helyszíne ("Pásztorok mezője").
- Betánia, Lázár feltámasztásának helye
- Betlehem - Jézus szülőhelye, a Születés temploma
- Burqin templom. A hagyomány szerint Jézus a Jeruzsálembe vezető úton haladt át Burqinon, és amikor áthaladt a faluban csodát tett (Luk 17:11-19). A csoda óta a hely sok keresztény zarándok fontos állomásává vált.
- Deir Hijla, avagy a Szt. Geraszimosz-kolostor - a hagyomány szerint azon a helyen található, ahol Mária, József és a kis Jézus pihentek meg az Egyiptomba való menekülés ideje alatt. Szintén a Jordáni Szent Geraszimosz helye.
- Jákób kútja Nábluszban.
- Jerikó - a megkísértés hegye és Zákeus fájának a helye.
- Mar Saba, a Szentföld legfontosabb és legnagyobb kolostorja, valamint Szt Szabbász sírja
- Qasr al-Yahud - a Keresztelő János működésének és Jézus megkeresztelésének helye. A Jordán folyó nyugati partján, Jerikó közelében fekszik.
- Al-Qubeiba („ferences Emmaus”) - a ferences hagyomány szerint itt volt a bibliai Emmausz; építettek egy nagy templomot a helyen.

## Keleti kereszténység
A keleti kereszténységgel kapcsolatos zarándokhelyek Kelet-Európában, a Közel-Keleten (a Szentföld kivételével) és Indiában.

#### Azerbajdzsán
- Gazancsecoc-székesegyház[2]

#### Bulgária
- Rila kolostor - a legnagyobb és leghíresebb keleti ortodox kolostor Bulgáriában.

#### Egyiptom

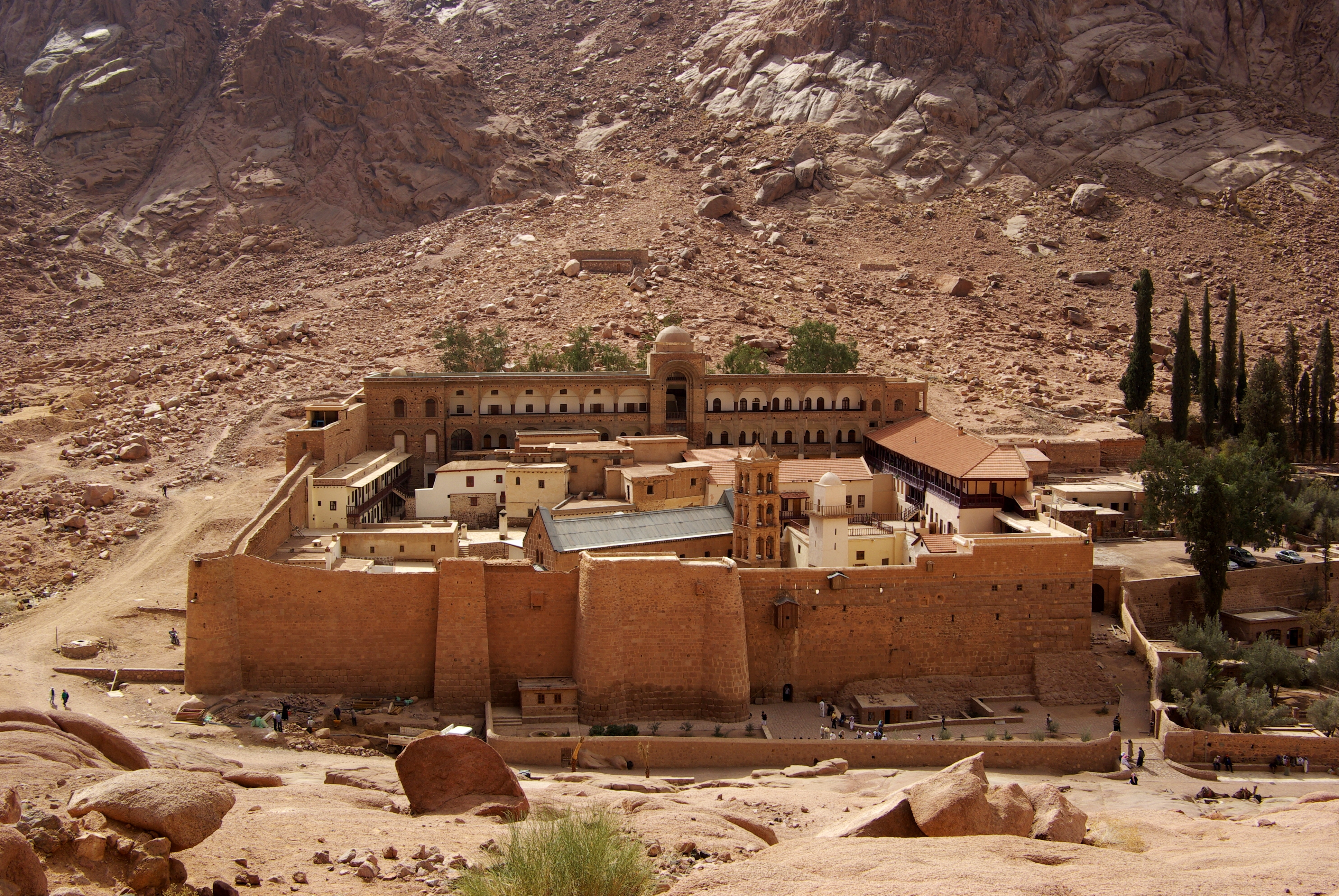
Szent Katalin-kolostor a Sínai-hegy mellett

- A Szent Katalin-kolostor, a Sínai-hegy, az égő bokor hagyományos helyszíne és a tízparancsolat átvételének zarándokhelye. Nagy Konstantin ideje óta zarándokhely.
- A Szent Antal kolostor, a kopt ortodox kolostor / katedrális a Keleti-sivatagban található

#### Görögország
- Athosz-hegy. Autonóm ortodox kolostorköztársaság.
- Tínosz
- Pátmosz. Hagyományosan az a sziget, ahol János apostol kinyilatkoztatást kapott (Jel. könyve).
- Spátai Szent Miklós út

#### Grúzia
- Mtskheta, Svetitskhoveli székesegyház 11. század, Jvari (kolostor) 6. század (UNESCO világörökségi helyszínek)
- David Gareja kolostor komplexum. A 6. században alapított, sziklába vágott kolostor komplexum
- Vardzia, Barlangkolostor Dél-Grúziában
- Gelati kolostor (az UNESCO világörökség része)

#### India

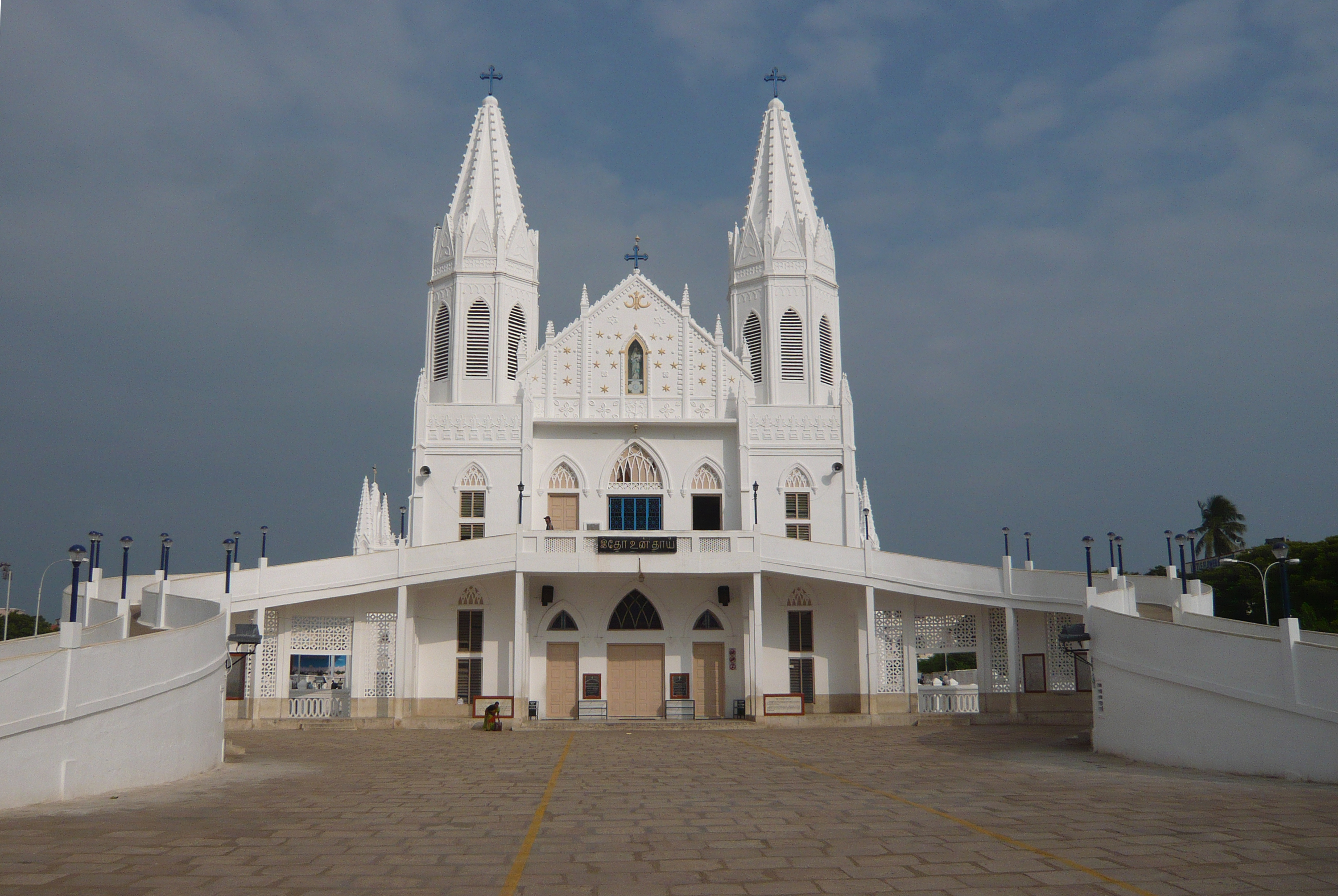
Veilankanni Mária-templom Indiában, egy 16. századi Szűz Mária-jelenések szentélye

- Szűz Mária Martha Mariyam zarándokközpont, Kuravilangad, Kerala. Úgy gondolják, hogy Mária a világon itt jelent meg először.
- Szent Alphonsa sír szentélye, Bharananganam, Kerala. A helyet egy indiai katolikus szent sírja teszi zarándokhellyé.
- Szent Péter és Szent Pál templom, Parumala, ortodox szír templom, amely Szent Mar Gregorios sírját tartalmazza.
- Mor Ignatius Dayro Manjinikkara, Omallur, Kerala
- Szűz Mária-templom, Thiruvithamcode, Tamil Nadu, a világ legrégebbi, még mindig álló templomszerkezete.
- Marthoma CheriyaPally templom
- Goa-i Bom Jézus-bazilika Xavier Szent Ferenc sírját tartalmazza
- Szt. Tamás-hegy. Az a hely, ahol a hagyomány szerint Szent Tamás mártír lett.
- A Jó Egészség Szűzanya Bazilikája, Vailankanni, Tamil Nadu; 16. századi Mária-jelenések.
- Szent Mária Thodupuzha isteni kegyelem szentélye; Mária-jelenések, Kerala
- A Csecsemő Jézus Szentélye, Nászik, Mahárástra
- Szent György ortodox templom, Puthuppally Pally, Kerala, nemzetközi ortodox zarándokközpont
- Szent Mária-templom, a Korattymuthy Koratty, Mária-zarándokhely.

#### Jordánia

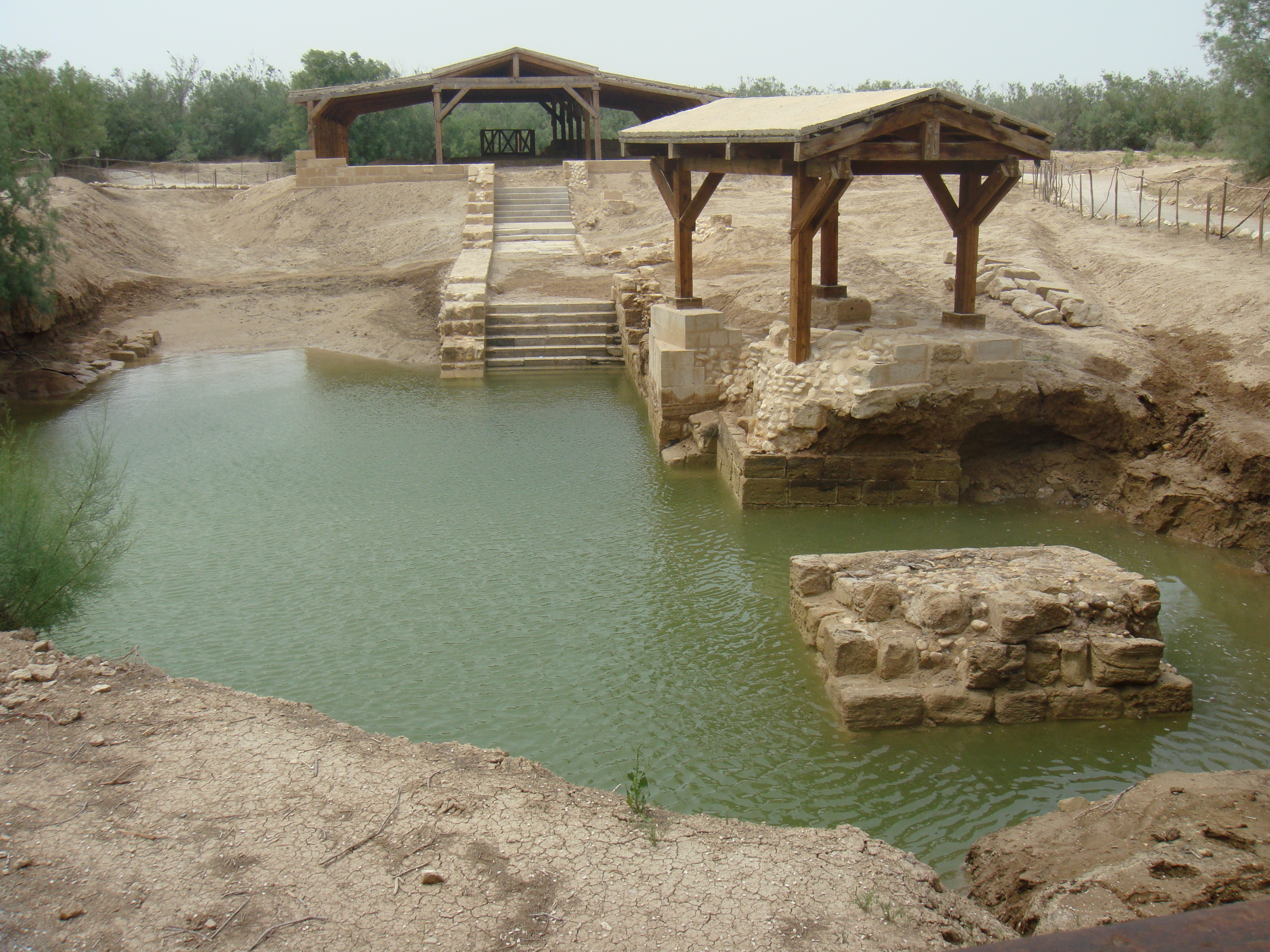
Az Al-Maghtas romjai a Jordán folyó keleti oldalán: Jézus keresztségének és Keresztelő János szolgálatának egyik helyszíne.

- Anjara, az  egyhelyi templom barlang körül épült, ahol a hagyomány szerint Jézus, Szűz Mária és a tanítványok pihentek egy Jeruzsálem és Galilea közötti út során.
- Machaerus - heródesi erőd, ahol Keresztelő Jánost bebörtönözték és lefejezték.
- Bethabara (Al-Maghtas) - Jézus keresztségének helyszíne a hagyomány szerint. A Jordán folyó keleti partján, Jerikóval szemben.
- Nébó-hegy - Mózes halálának helyszíne

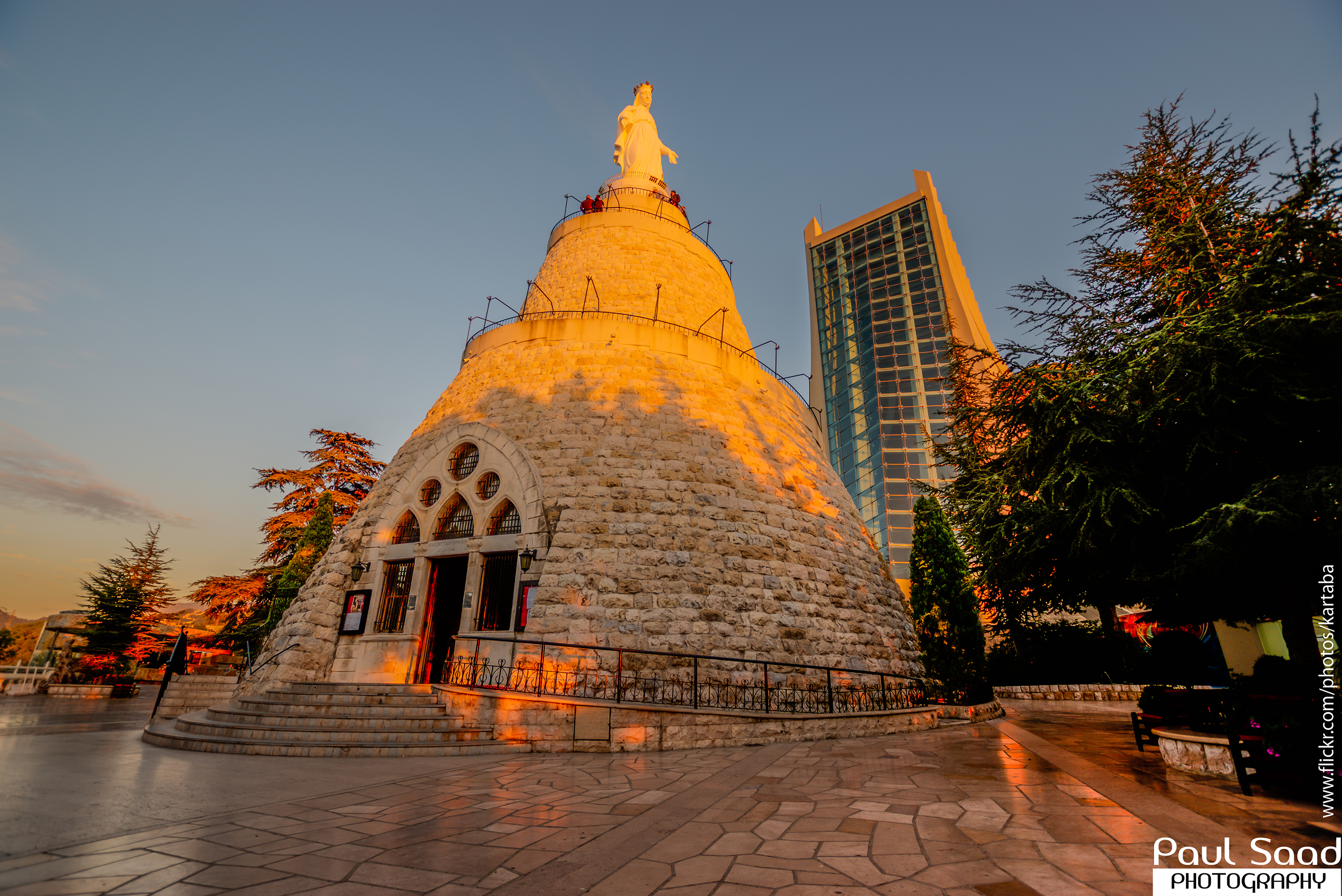
Libanoni Szűzanya-templom (Harissa)

- Mar Elias[3]

#### Libanon
- Libanoni Szűzanya-templom (Harissa, Keserwan körzet)
- Qozhaya kolostor (Wadi Qozhaya, Zgharta körzet)
- Szent Maron kolostor (Annaya, Jbeil körzet) -Szent Charbel szentély
- Szent József kolostor (Jrabta, Batroun körzet) - Szent Rafqa szentélye
- Szt Ciprián és Justina kolostor (Kfifan, Batroun körzet) - Szent Nimatulla szentélye
- Qana Al Jaleel (Kána, Tyre körzet), úgy gondolják, hogy Jézus Krisztus itt vitte véghez első csodáját, a menyegzőn átalakítva a vizet borrá.

#### Oroszország
- Divejevo kolostor

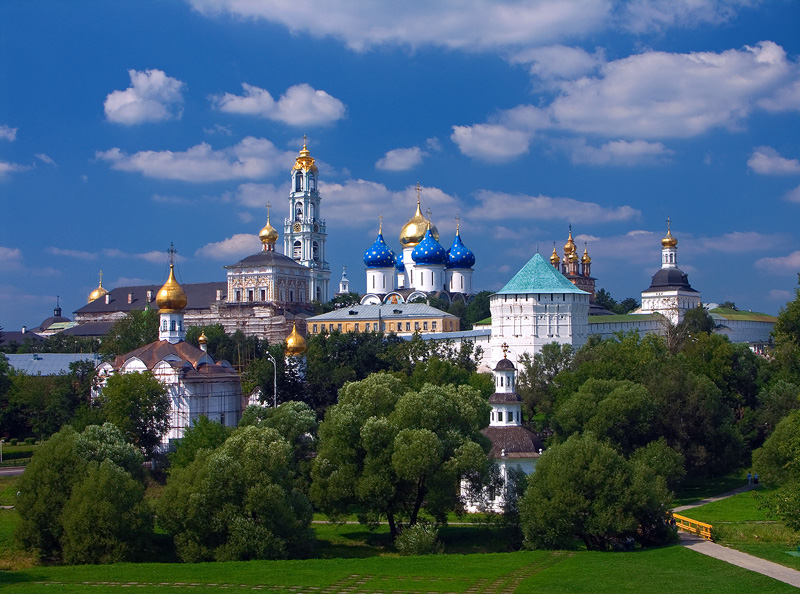
Az oroszországi Szentháromság–Szergij-kolostor

- Szentháromság–Szergij-kolostor, a Radonezh Szent Szergeusz fő szentélye
- Pokrovsky kolostor
- A Valaam kolostor, Oroszország északnyugati részén található zarándokhely

#### Örményország

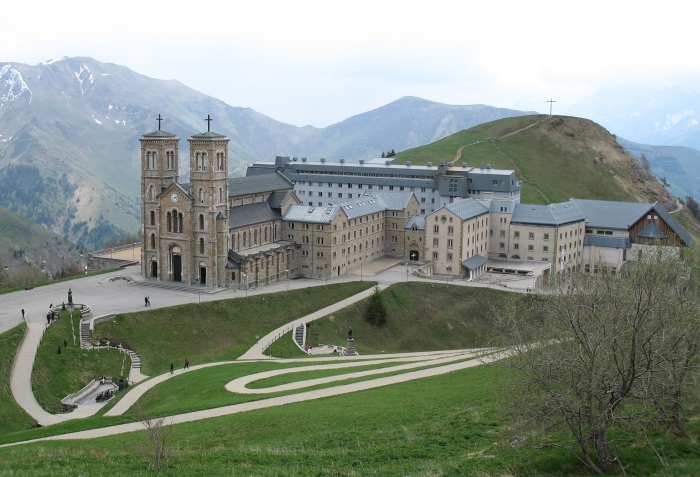
La Salette Miasszonyunk Szentélye

- Ecsmiadzin székesegyház
- Khor Virap

#### Románia
- Iași, Szent Paraskevi ereklyéi

#### Szerbia
- Kruševac közelében található Djunis kolostor Szerbia leglátogatottabb szentélye

#### Szíria
- Saidnaya
- Soufanieh

#### Szlovákia
- Hársádi Miasszonyunk szentélye (→ Hársádi Szűz Mária-jelenés)
- Litinye, a szlovákiai legnagyobb görögkatolikus zarándoklat helye, augusztus 15-én.

#### Törökország
- Efezusban Szűz Mária háza. János Pál pápa keresztény zarándokhelynek nyilvánította.[4]
- Konstantinápoly, ma Isztambul néven ismert. A bizánci birodalom korábbi fővárosa és az öt ősi pentarchia egyike.

Hagia Sophia, sok ortodox pátriárka katedrálisa és sírja. A görög ortodox egyház világméretű központja.
- Antiokheia, amelyet "a kereszténység bölcsőjének" tekinthetünk, az ókori kereszténység egyik központja és a mai antiochiai ortodox egyház hivatalos székhelye. Sok régi keresztény templom otthona.

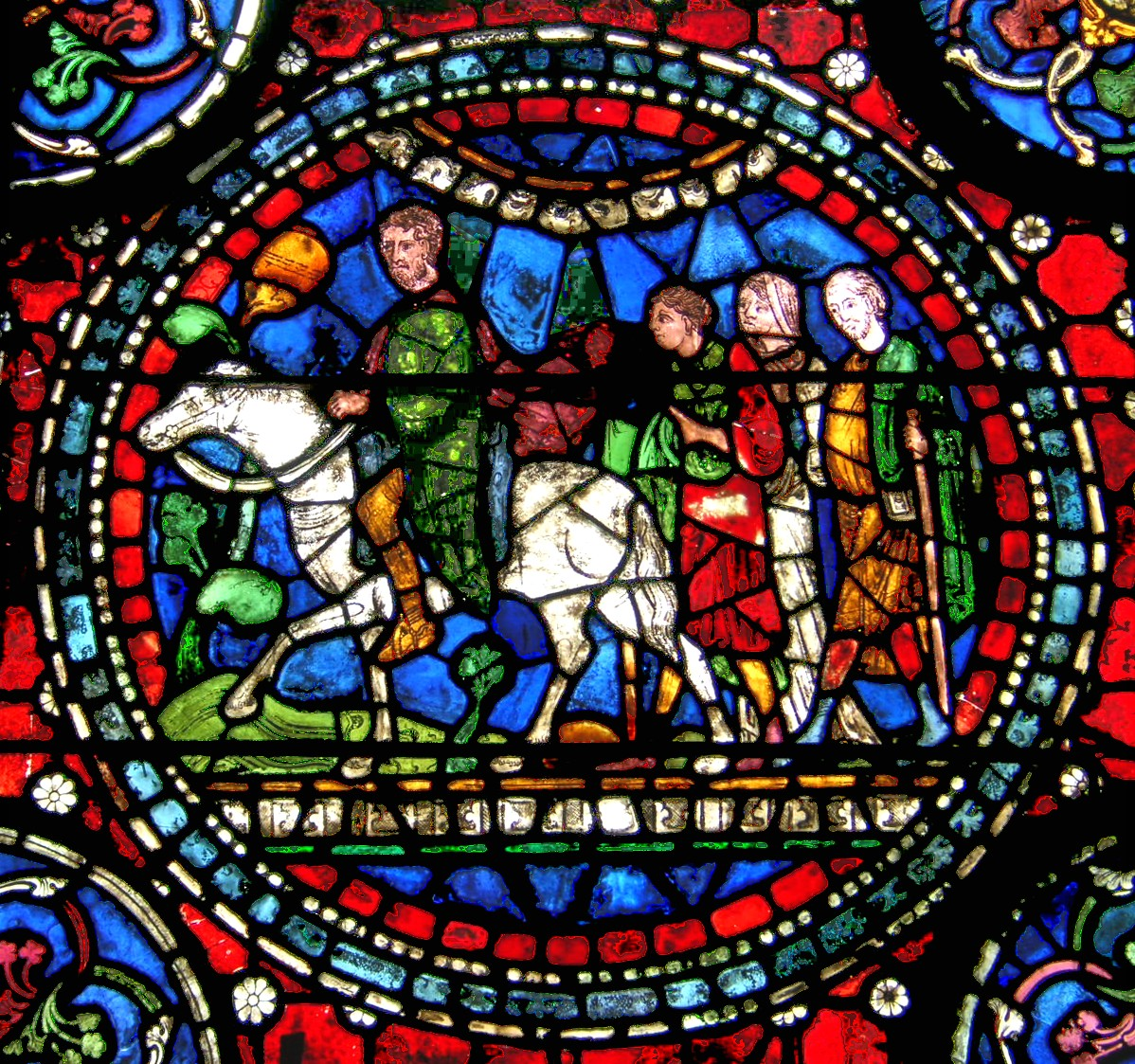
Zarándokok útban, Thomas Becket, Canterburyi katedrális

#### Ukrajna
- Pochayiv Lavra
- Lavrai szent hegyek
- Pecserszka Lavra

## Nyugati kereszténység
A nyugati (katolikus) kereszténységgel kapcsolatos helyek (ideértve a többnyire protestáns területeken található helyszíneket is).

#### Ausztria
- Mariazell. Mária-szentély

#### Belgium
- Banneux - Szűz Mária-jelenések 1933-ban
- Beauraing - Szűz Mária-jelenések 1932-ben

#### Bosznia-Hercegovina

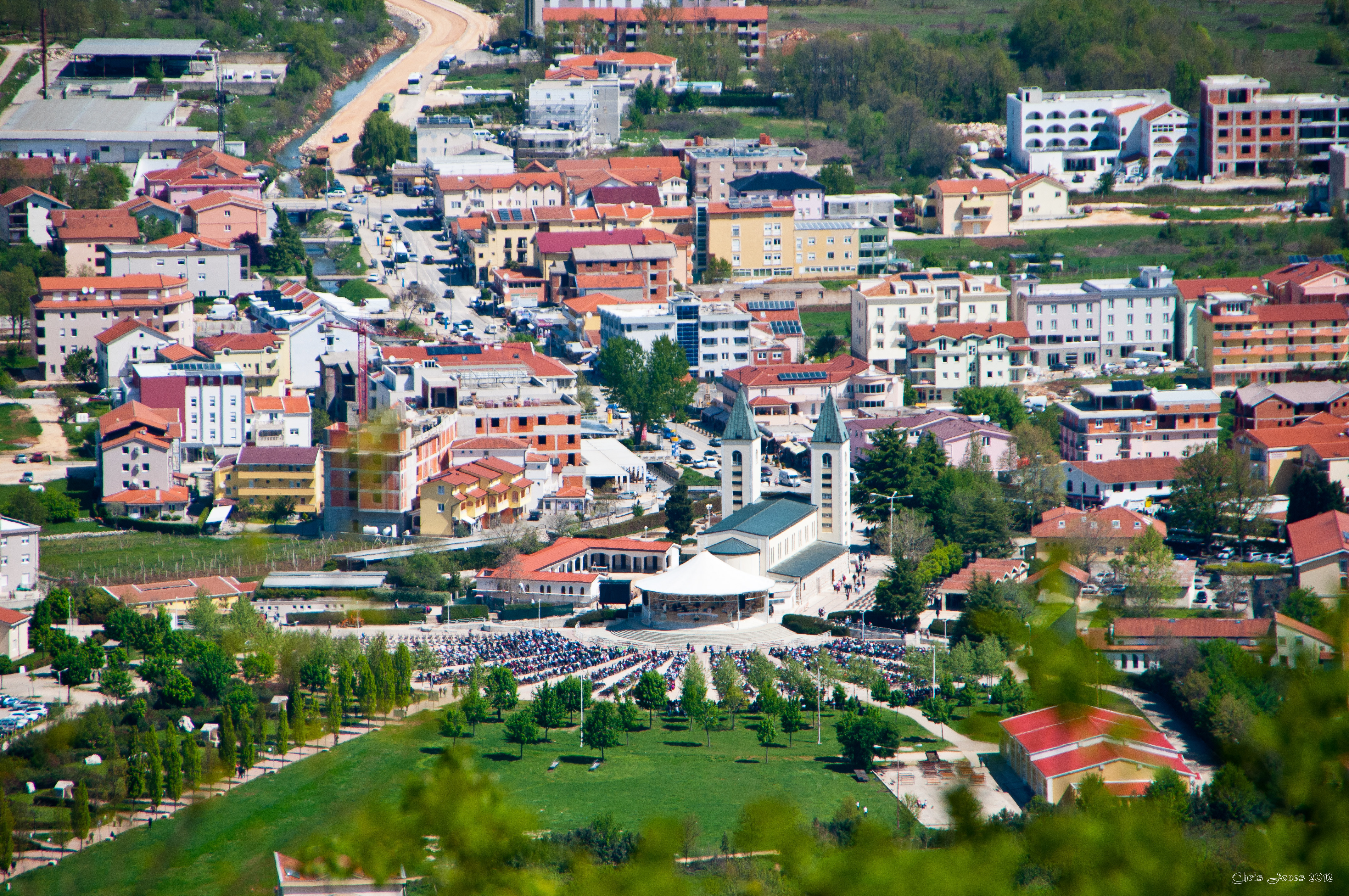
Medjugorje

- Medjugorje - Szűz Mária-jelenések 1981-ben

#### Csehország
- Dub nad Moravou - Stará Voda templom
- Jablonné v Podještědí - Szent Lőrinc-bazilika
- Csecsemő Jézus, Prága
- Křtiny
- Maria Hilf
- Stará Boleslav
- Svatý Kopeček
- Velehrad

#### Egyesült Királyság

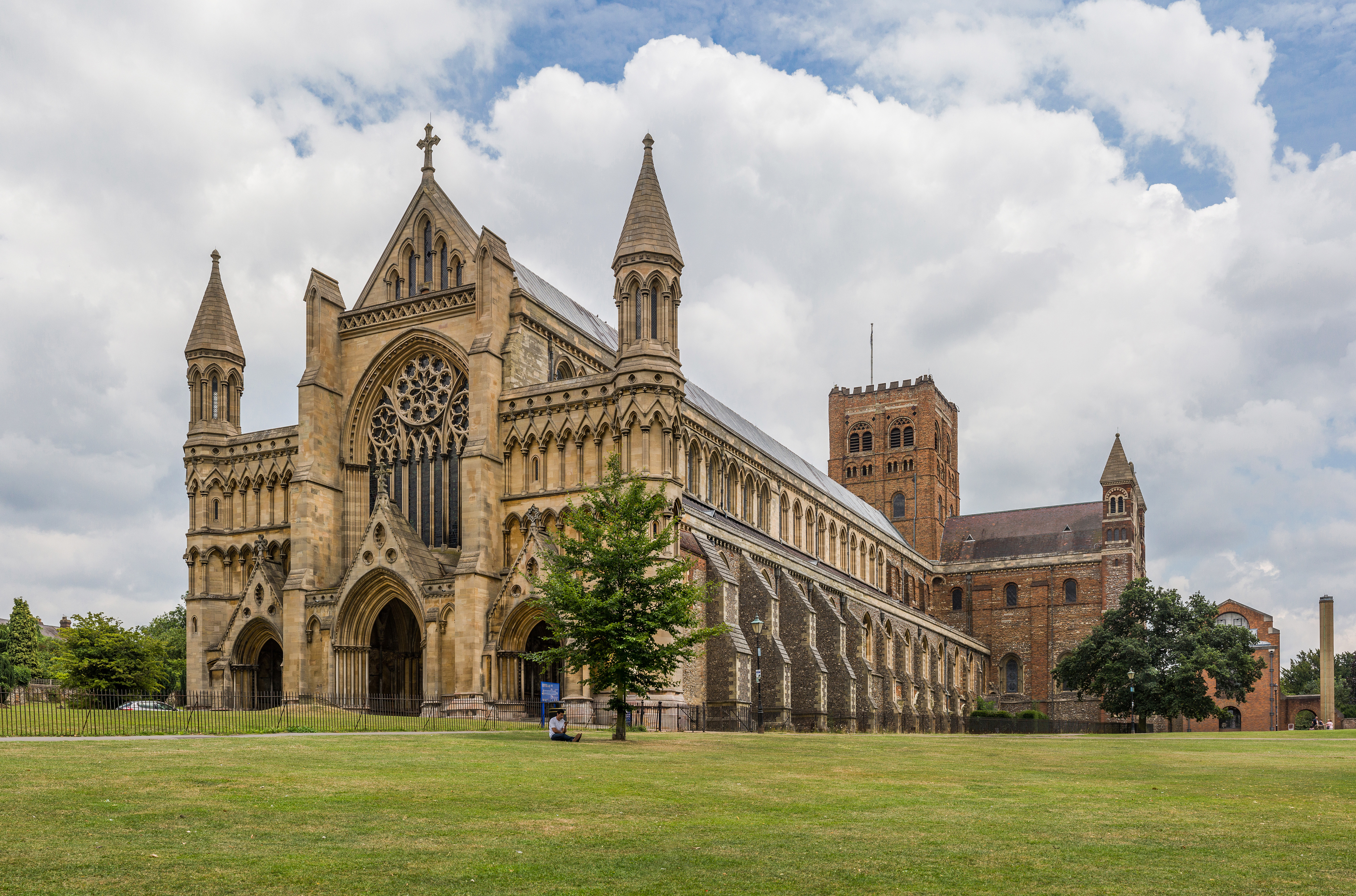
Szent Albán-székesegyház Angliában, St Albans, Herfordshire

- Bardsey-sziget, Wales. Számos helyi szent ereklyéje
- Szent Péter-templom, Bradwell-on-Sea, Anglia. Anglia legrégebbi temploma (Saint Cedd)
- Bromholm Priory, Anglia. Azt állítják, hogy birtokol egy darabot a szent keresztből
- Bury St Edmunds apátság, Anglia. Szent Edmundhoz kapcsolódik
- Canterbury-i székesegyház, Anglia. Canterbury-i Szt Tamáshoz kapcsolódik
- Glastonbury, Anglia. Arimathea Szent József
- Iona, Skócia. A gaelek szerzetesség központja. Szt. Kolumbához kapcsolódik.
- Holywell, Wales. A Szt. Winefride forrása állítólag Nagy-Britanniában a legrégebbi folyamatosan működő zarándokhely.
- Lindisfarne, Anglia. Szent Szt. Cuthbert maradványait 875-ben eltávolították, és 1104-ben vitték át a durhami székesegyházba.
- Peak zarándokút, Peak District, Anglia.
- Szent Albán-székesegyház, St Albans, Anglia. Az ország első mártírjához, Szt Albán-hoz kapcsolódik
- Szent András-székesegyház, Skócia.
- St Andrews, Skócia
- Szent Dávid, Wales. Zarándokhely Szent Dávid 12. sz.-i kanonizálása óta
- Struell Wells, Észak-Írország. Hagyományosan a Szt Patrikhoz kapcsolódik
- Walsingham, Anglia. Szűz Mária-jelenés
- Waltham-apátság, Anglia. A Waltham-i Szent Kereszt középkori helyszíne
- Winchester-székesegyház, Anglia. Szt Swithun-hoz kapcsolódik.

#### Finnország
- Kirkkokari, az egyetlen római katolikus zarándokhely Finnországban.

#### Franciaország

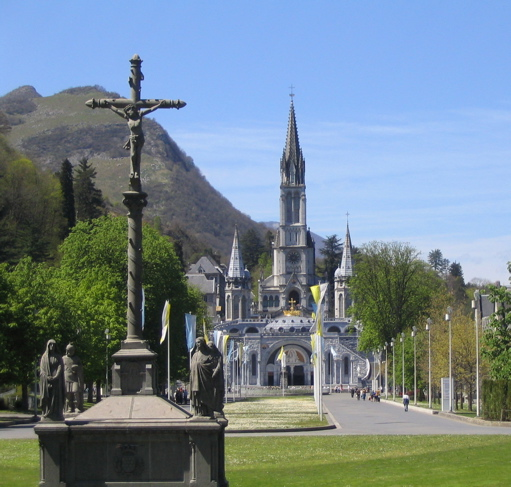
Lourdes-i Szűzanya szentélye

- Lourdes-i Szűzanya szentélye. A katolikusok számára nagyon fontos Mária megjelenési szentély. 
  - Lourdes-i több templom és székesegyház - Szűz Mária-jelenésekkel összekapcsolva - évente több mint 5 millió zarándok látogatja, így Lourdes Róma után a második leglátogatottabb keresztény zarándokhely Európában.
- Notre-Dame-székesegyház
- Conques
- Szent Trophimus-templom, Eschau
- Issoudun[5]
- La Salette, (→ La Salette-i Mária-jelenés)
- Saint Catherine Labouré, Párizs
- Pellevoisin, Szűz Mária-jelenések.
- Taizé közösség kolostora.

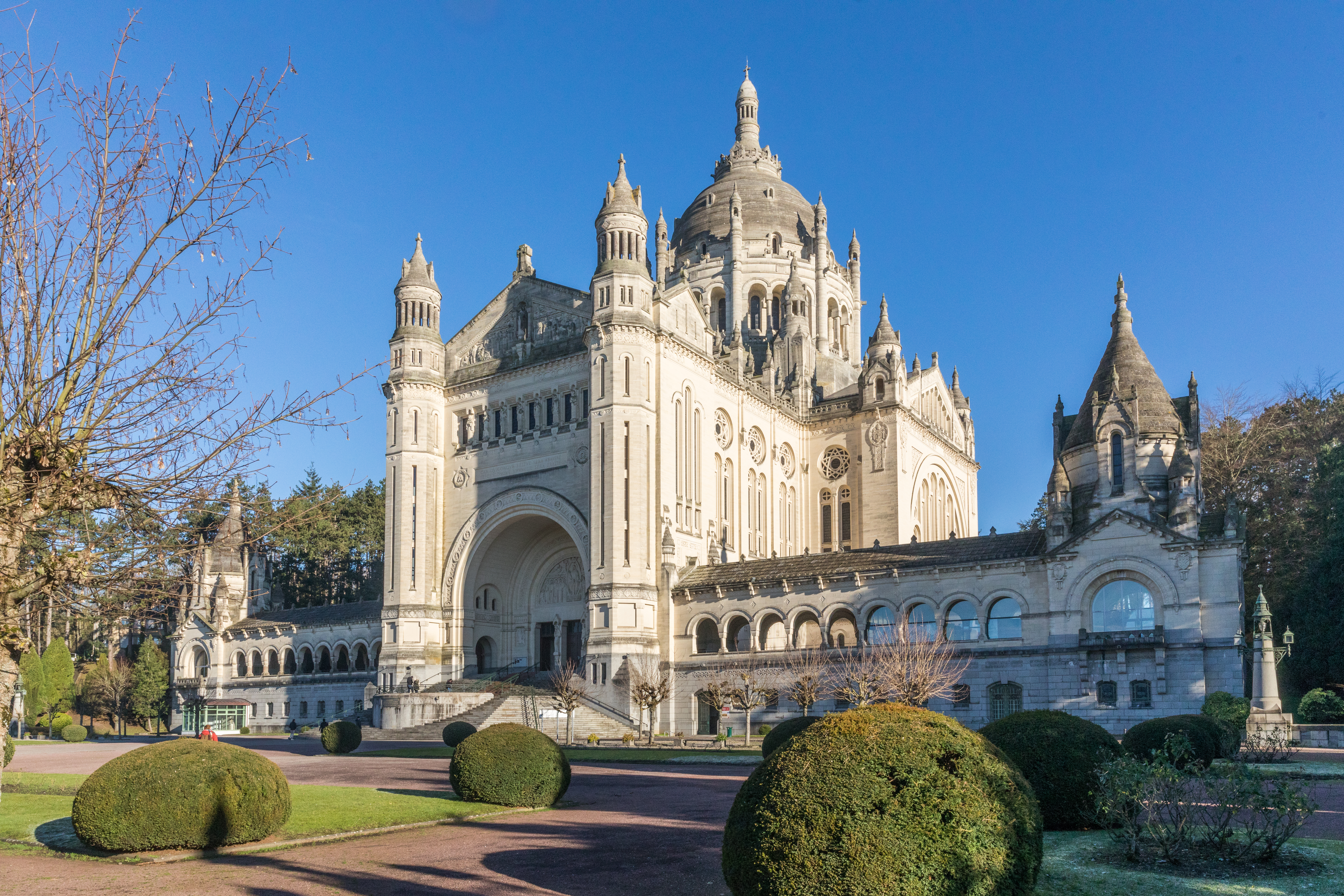
Szent Thérèse-bazilika

- Párizs - a Notre-Dame-székesegyház és a Sacré-Coeur-bazilika  Montmartreban
- A Szent Thérèse-bazilika (Lisieux)-  Normandia. Lourdes után a második legfontosabb zarándokhely Franciaországban, évente több mint 2 millió látogatóval.

#### Hollandia
- Heilige Stede, Amszterdam
- Kapel in 't Zand-ban, a limburgi Roermondban
- Lourdesgrot vagy Lourdes Grotto, a franciaországi Massabielle- i Lourdes-i Szűzanya szentélyének 1:13 méretű replikája, a hágai Lourdeskapelben (Scheveningen) - Scheveningen, Hollandia

#### Írország
- Croagh Patrick-hegy Mayo megyében, Szt. Patrikhoz és Reek Sunday-hoz társítva
- Glendalough, Wicklow megye, Szt. Kevin-hez társítva
- Máméan, Maumturk-hegység, Galway megye, Saint Patrickhoz társítva
- Knocki-jelenés kegyhely, Knock, Mayo megye, a Szűz Mária 1879-es megjelenésének helyszíne
- Skellig Michael, egy ősi szerzetes sziget
- St. Patrick's Purgatory (Szent Patrik purgatóriuma(wd)), Donegal megye, egy másik hely, amely a Szt Patrikhoz kapcsolódik

#### Lengyelország

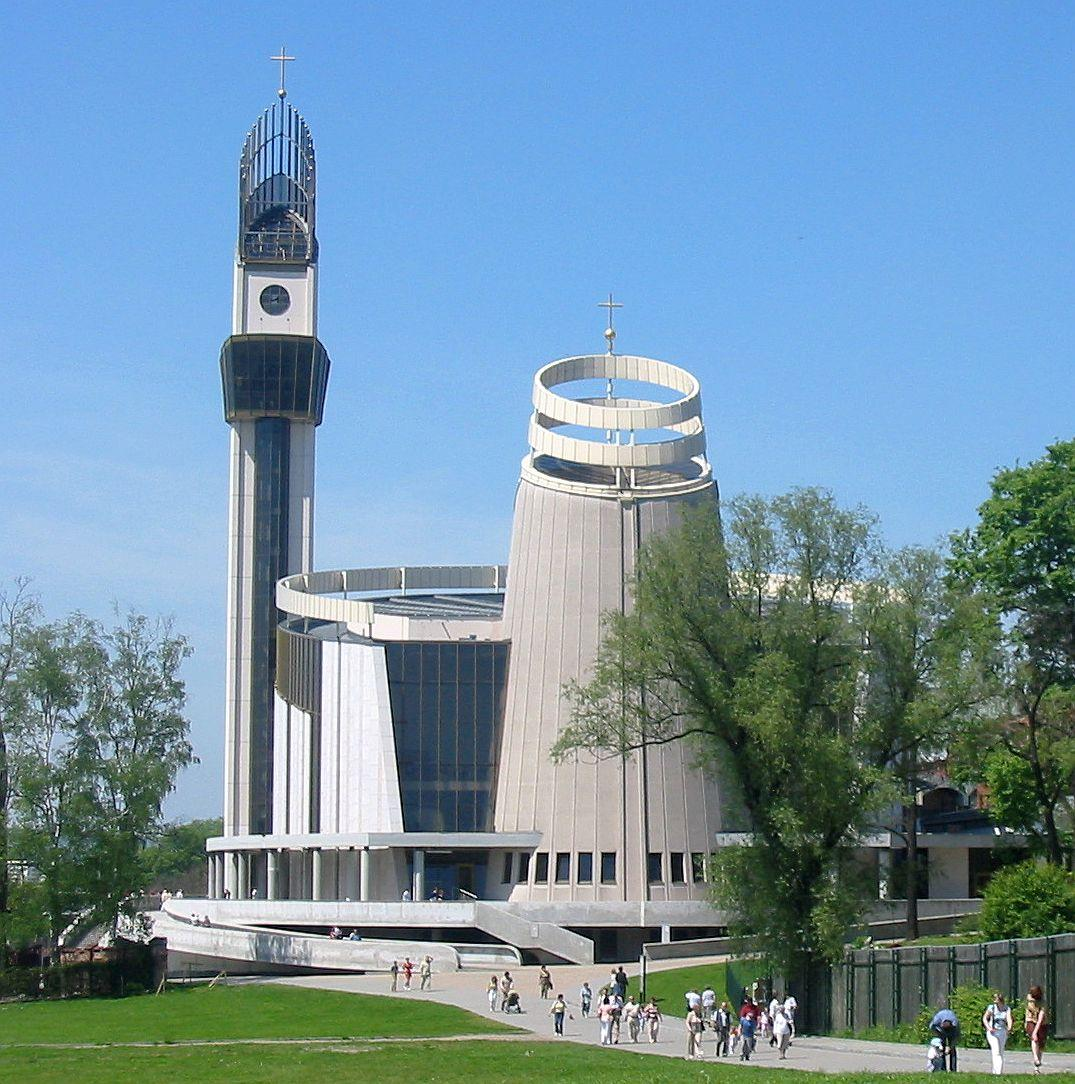
Az Isteni Irgalmasság szentélye Krakkó-Łagiewniki-ben, az isteni irgalmasság globális központja

- Jasna Góra kolostor Częstochowában, ahol a Częstochowai Fekete Madonna kegykép található. Évente mintegy 4-5 millió zarándok érkezik.
- A Licheńi Miasszonyunk-székesegyház. Ez a komplexum évente több mint egy millió zarándokot fogad.
- Isteni Irgalom szentély Krakkóban - Łagiewniki, az isteni irgalmasság globális központja. Zarándokok millióit fogadja a világ minden tájáról.
- Góra Świętej Anny
- Kalwaria Zebrzydowska
- Matka Boska Kębelska a Wąwolnica
- Ludźmierz Miasszonyunk szentélye Ludźmierzben
- Szent Hedwig szentélye Trzebnicában
- Supraśl Lavra
- Święta Lipka
- Wambierzyce

#### Lettország
- Nagyboldogasszony-bazilika, Aglona[6]

#### Litvánia

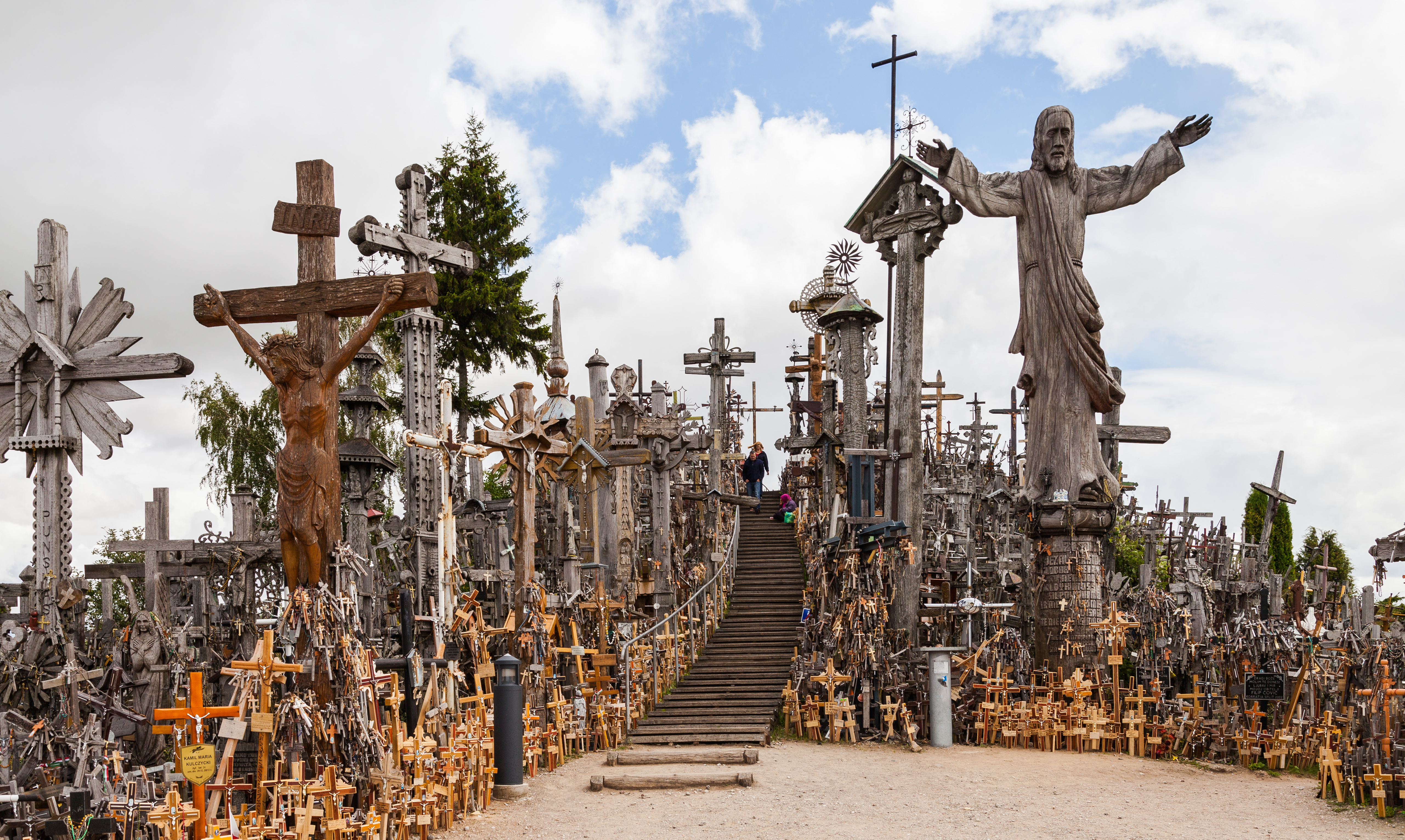
A Keresztek-hegye Litvániában

- Isteni irgalmasság szentélye, Vilnius
- A Keresztek-hegye, Šiauliai közelében,
- Žemaičių Kalvarija, Žemaitia,
- Aušros Vartų Dievo Motina, Vilnius,
- Šiluva.

#### Magyarország
- Máriapócs (→ Szent Mihály-templom)[7]
- Mátraverebély-Szentkút Nemzeti Kegyhely

#### Németország
- A Vierzehnheiligen-bazilika.
- Szent Mária der Kupfergasse, Köln
- Kevelaer
- Kölni székesegyház
- Altötting

#### Norvégia
- Nidaros, Trondheim. Szent Olaf kegyhely. A középkor egyik leglátogatottabb zarándokhelye.

#### Olaszország

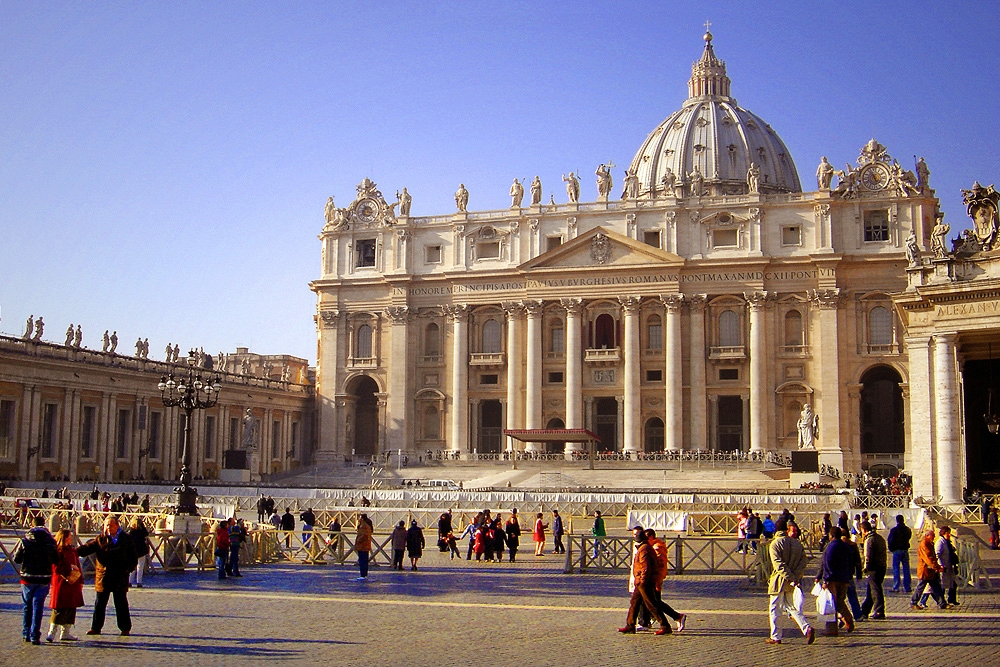
Szent Péter-bazilika, Vatikán

- Vatikán - a Szent Péter-bazilika,  a római katolikus egyház első számú szentélye; különféle szentek ereklyéi (például II. János Pál), Krisztus szenvedésének emlékei és a Római Katolikus Egyház székhelye
- Róma - a korai mártírok halálának helyszíne (Colosseum), számos szent szentélye, például Loyolai Szent Ignácé
- Padova, Páduai Szent Antal ereklyék
- Padova, Szent Lukács ereklyék
- Piemont és Lombardia szent hegyei (Sacri Monti)
- Torinói székesegyház, a torinói lepel helyszíne.
- Padre Pio zarándok templom - Padre Pio szentély a Puglia San Giovanni Rotondo- ban; és Pietrelcina, mint Padre Pio szülőhelye
- Assisi, Szent Ferenc-bazilika (Assisi Szt. Ferenc szülővárosa ill. sírjának helye); továbbá a Szent Klárának szentelt templom
- Loreto a Marche-ban - otthon a bazilika della Santa Casa
- Lanciano Abruzzóban - híres oltáriszentség csodák
- Velence - Szent Márk szentélye, Velence védőszentje
- Padova - a Páduai Szent Antal szentélye
- Monte Cassino - Nursiai Szent Benedek szentélye
- Amalfi Nápoly közelében - Szent András szentélye
- Salerno Campania-ban - Szent Máté szentély
- Pavia Milánó közelében - Hippói Szent Ágoston sírja a Ciel d'Oro San Pietro templomában

#### Portugália

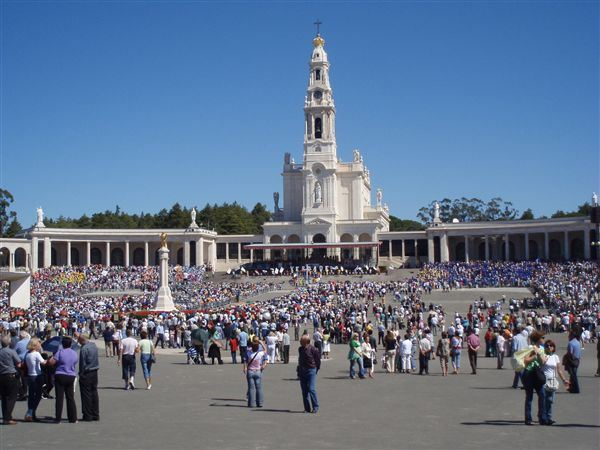
A Fátimai Szűzanya szentélye, Cova da Iria, Fátima, Portugália.

- A Fátima Szűzanya Szentélye - a világ egyik legfontosabb Mária-szentélye (→ Fátimai jelenések) A portugáliai Fátima körülbelül 20 millió zarándokot fogad évente.
- Krisztus Király szobor - egy híres katolikus emlékmű és szentély
- Jézus Szent Szíve temploma - kegyhely - Ermesindában található fontos zarándokhely
- Balazar szentélye - a 20. század óta fontos zarándokhely, az 1955-ben meghalt a portugál misztikus Boldog Alexandrina Maria da Costa emlékhelye
- Sameiro-i Miasszonyunk szentélye - Braga-ban található fontos szentély. II. János Pál pápa is meglátogatta ezt a helyet.

#### Románia
- Csíkszereda (Miercurea Ciuc) Erdélyben. (Főleg etnikai magyar) katolikus zarándokhely.
- Csíksomlyó (→ Csíksomlyói búcsú)

#### Spanyolország

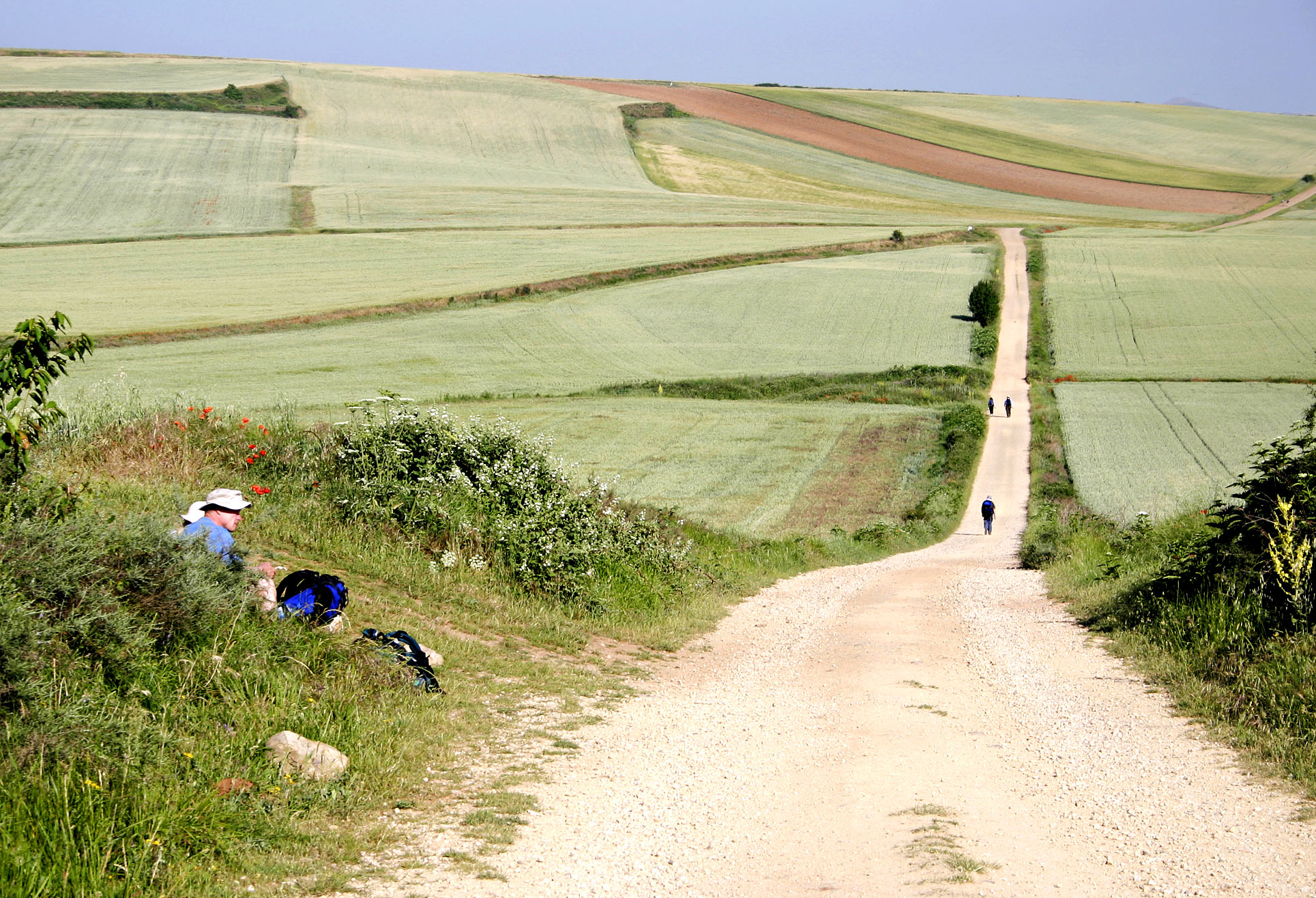
Egy ősi zarándokút Santiago de Compostela felé

- Santiago de Compostela - és Galíciában a hozzá vezető Szent Jakab út (galiciaiul: O Camiño de Santiago). Ez a híres középkori zarándokút a Szent Jakab szentélyéhez ma is népszerű. A Szent Jakab útja zarándokút vezet a Spanyolország északnyugati részén található Galíciai Santiago de Compostela székesegyházhoz, ahol a hagyomány szerint Szent Jakab apostol földi maradványai nyugszanak.
- San Sebastián de Garabandal - egy vidéki falu a kantábriai hegyekben, ahol a Szűzanya és a Szent Mihály arkangyal híres jelenései történt.
- Chandavila szentélye - egy Mária szentély, amely a Szomorú Szűzanya megjelenéseinek szentelt Badajoz tartomány La Codosera városában.
- Onuva szentélye - Mária szentély La Puebla del Río közelében, Sevilla tartományban.
- Umbe Miasszonyunk Szentélye - egy Mária szentély, amely a Szomorú Szűzanya megjelenéseinek szentelt Umbe-ban, a Vizcayai Bilbao közelében.
- A szenvedés Szent Krisztusának szentélye - a kantabriai Limpiasban.
- Covadonga Miasszonyunk szentélye - egy jelentős Mária szentély Asztúriában.
- A kandelariai Miasszonyunk bazilika és szentélye, Tenerife, egy Mária szentély.
- Ávila, Ávilai Szent Teréz szülőhelye.
- Szűzanya bazilikája Zaragozában. Úgy tartják, hogy ez a történelem során a Szűz Márianak szentelt első templom.
- A Caravaca de la Cruz-bazilika , Murcia régióban található.
- Montserrat-hegy, Katalónia. A Montserrat-i Szűz a Santa Maria de Montserrat kolostorban található.
- A Santa Maria de Guadalupe királyi kolostor Guadalupe-ban, Cáceres-ben fekszik.
- A Santo Toribio de Liébana kolostor, Kantábria.

#### Svájc
- Einsiedeln

#### Szlovákia

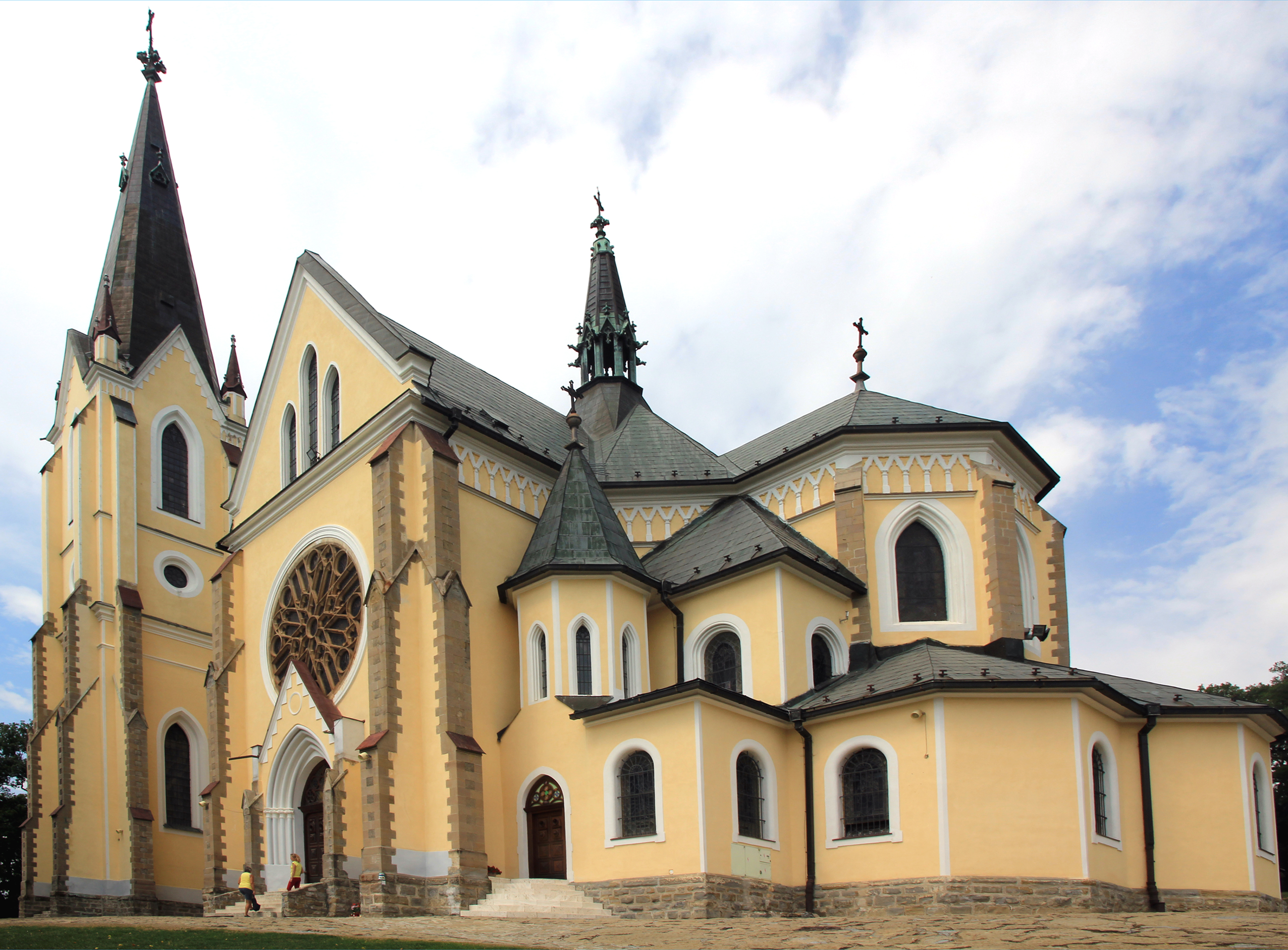
A Mariánska hora Lőcsén, a legjelentősebb zarándokhely Szlovákiában

- Galbatő (Gaboltov) - Mária szentély
- Kornyavölgy (Korňa) - Živčákova-hegy - Mária szentély
- Lőcse (Levoča) - Mária-hegy (Mariánska hora) - A legnagyobb zarándoklaton, 1995 júliusának első vasárnapján, 650 000 fő vett részt, amely résztvevők számát tekintve a legnagyobb a szlovák történelem bármely eseménye közül.
- Máriavölgy (Marianka) - Mária-kegytemplom
- Nyitrasárfő (Nitrianska Blatnica) - Szent György-kápolna
- Vágsziklás (Skalka nad Váhom) - A legrégibb zarándokhely Szlovákia területén
- Sasvár (Šaštín) - A szlovákok nemzeti kegyhelye. Zarándoklat szeptember 15-én Szlovákia védőszentjéhez, Szűz Máriához.
- Turzófalva (Turzovka) - a Mária megjelenések helye
- Dénes (Úhorná) - zarándoklat minden augusztus 5-én a Havas Boldogasszony tiszteletére

## Újvilág
Zarándokhelyek a világ azon részein, amelyeket a kereszténység elért a korai újkorban vagy a modern korszakban, ideértve Amerikát, Délkelet- és Kelet-Ázsiát.

### Kelet- és Délkelet-Ázsia

#### Dél-Korea
- Szöul-i zarándokút[8]

#### Fülöp-szigetek
- Örökkévaló Segítségű Anyánk Nemzeti Szentélye. Az egyik leglátogatottabb Mária-szentély Ázsiában.
- Manaoag-i Miasszonyunk a Fülöp-szigetek egyik leglátogatottabb római katolikus zarándokhelye
- A Naña város Peñafrancia- i Szűzanya. Úgy tartják, hogy ide vezet az egyik legnagyobb Mária zarándoklat Ázsiában.
- Quiapo templom.

#### Indonézia
- Sendangsono, Közép-Jáva

#### Japán
- Huszonhat mártír múzeum és emlékmű, huszonhat japán keresztény 1597-ben végrehajtott kivégzésének helyszíne

#### Malajzia
- Szent Anna templom, Bukit Mertajam, Penang

### Latin-Amerika

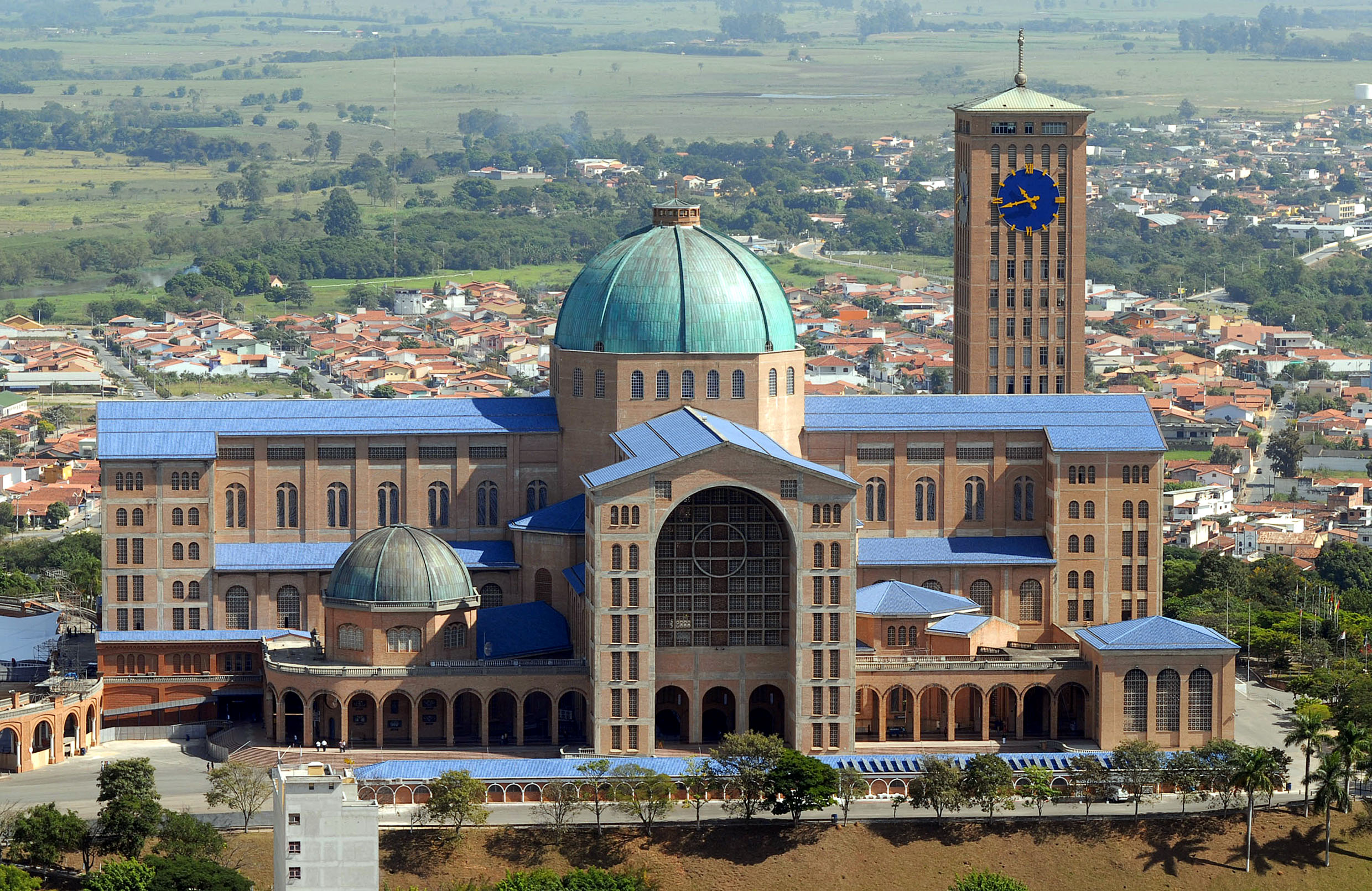
A brazíliai Aparecida-i Miasszonyunk szentélyének bazilikája

#### Brazília
- Aparecida-i Miasszonyunk szentélyének bazilikája - a világ egyik legnagyobb temploma, évente mintegy 8 millió látogatóval.

#### Costa Rica
- Az Angyalok Szűzanya bazilikája - a zarándokok az ország minden tájáról jönnek, hogy augusztus 2-án megérkezzenek a cartagói bazilikába, ez az időpont a Portiuncula Angyalok Szűzanya szent napjának ünnepi napja.

#### Guatemala
Nuestra Senora de la Merced, Antigua, Guatemala

#### Mexikó
- A Guadalupe-i Szűzanya bazilika - a világ egyik legnagyobb temploma, évente mintegy 20 millió zarándokot fogad. 40 000 ember befogadására képes.
- Zapopan, Jalisco
- San Juan de los Lagos, Jalisco
- Szentély Chalma, Ocuilan, Mexikó állam
- Szent csecsemő Atocha, Fresnillo, Zacatecas
- Santa Catarina Juquila (Szent Katalin), Oaxaca
- Cerro del cubilete, Silao, Guanajuato, ahol évente 5 millió embert fogadnak, hogy megtekintsék a hegyi Krisztust.
- Hermosa Provincia templom, Guadalajara, Jalisco, a mexikói állam fő katolikus temploma

### Észak Amerika

#### Amerikai Egyesült Államok
- Immaculata templom Cincinnatiban, Ohio
- Az Isteni Irgalmasság Nemzeti Szentélye (Stockbridge, Massachusetts) az isteni irgalmasságnak szentelt templom
- Carey, Ohio,;[9]
- Ann Seton Szent Erzsébet bazilika, nemzeti kegyhely, Emmitsburg, Maryland
- Lourdes-i Szűzanya nemzeti szentély-barlangja, Emmitsburg, Maryland
- A czestochowai Miasszonyunk nemzeti szentélye Doylestown, Pennsylvania
- A Jó Segítség Miasszonyunk nemzeti szentélye, Szűz Mária-jelenések helyszíne,[10][11] Champion, Wisconsin
- Az észak-amerikai mártírok nemzeti szentélye Auriesville, New York
- A Fatima-i Miasszonyunk nemzeti szentélyének bazilikája, Lewiston, New York
- Fekete Madonna kegyhely Eureka, Missouri
- El Santuario de Chimayo, Új-Mexikó
- Mission San Xavier del Bac, Tucsonban, Arizonában
- Mária a Világmindenség Királynője-bazilika, Orlando, Florida
- Mariapocsi Miasszonyunk szentélye, Burton, Ohio.[12] Görögkatolikus és magyar-amerikai katolikusok zarándokhelye.

#### Kanada

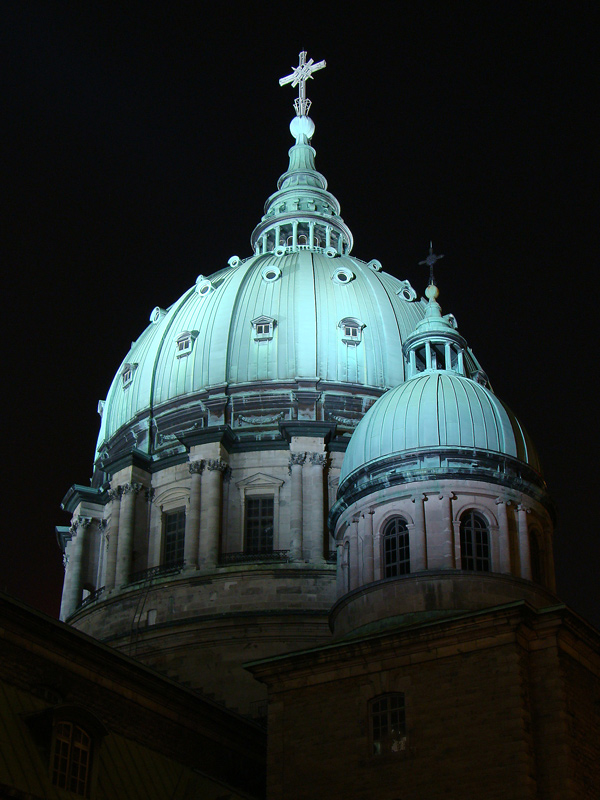
Sainte-Anne-de-Beaupré-bazilika, Quebec

- Mártírok Szentélye, Ontario, a kanadai mártírok emlékére
- A Quebec-i Sainte-Anne-de-Beaupré-bazilika, csodás gyógyulásokról szólnak a történetek.
- Cap-de-la-Madeleine, Quebec,

## Fordítás
Ez a szócikk részben vagy egészben  a   List of Christian pilgrimage sites című angol Wikipédia-szócikk fordításán alapul.  Az eredeti cikk szerkesztőit annak laptörténete sorolja fel. Ez a jelzés csupán a megfogalmazás eredetét és a szerzői jogokat jelzi, nem szolgál a cikkben szereplő információk forrásmegjelöléseként.